# Johan Lilliehöök (1865–1949)
Johan Olof Lilliehöök af Fårdala, född 24 september 1865 i Stockholm, död där den 1 augusti 1949, var en svensk affärsman och diplomat.  
Efter mogenhetsexamen 1882  i Örebro blev Lilliehöök samma år student vid Uppsala universitet. Han avlade 1884 juridisk-filosofisk examen och blev 1891 juris kandidat. Lilliehöök blev samma år extra ordinarie notarie i Svea hovrätt och var 1895–1898 advokat i firman Drakenberg och von Sneidern i Göteborg, vilken innehades av Bernt Drakenberg och Nils von Sneidern. Han blev 1899 kamrer vid Göteborgs enskilda banks huvudkontor och var 1903–1911 verkställande direktör i aktiebolaget Göteborgs bank. Lilliehöök  var 1911–1917 generalkonsul i Helsingfors. Han blev 1917 generalkonsul i disponibilitet och var 1922–1932 generalkonsul i Shanghai. Lilliehöök översatte böcker från engelska, franska och tyska.
Johan Lilliehöök tillhörde ätten Lilliehöök af Fårdala. Han var son till generalmajor John Lilliehöök och Gerda  Wijk. Johan Lilliehöök gifte sig första gången 1895 i Uppsala med författarinnan Greta Holmgren (1870–1961), dotter till professorn Frithiof Holmgren och författaren Ann Margret Holmgren, som var född Tersmeden. De fick tillsammans barnen Gerd Lilliehöök (1896–1988), som var gift med juris doktor Rudolf Bausch, och Birgitta Lilliehöök (1899–1990). Johan Lilliehöök och Greta Holmgren skilde sig 1904. Johan Lilliehöök gifte sig andra gången 1909 i Berlin med Tyra Björck (1878–1952), dotter till majoren Rudolf Leonard Björck och Edla Frösén. De fick tillsammans barnen Sigge Lilliehöök (1913–2004) och Nils Olof Lilliehöök (1915–1973).